# Dulce Muñoz del Rey
Dulce Muñoz del Rey  (Badajoz, 1978) es una ingeniera de telecomunicaciones española, vicepresidenta en Airbus. 

## Biografía
Nació en Badajoz en el seno de una familia de sanitarios, pero se decantó por las tecnologías. Es Ingeniera Superior de Telecomunicación por la ETSI de Sevilla.

### Trayectoria profesional
En el año 2004 se incorporó a Airbus para trabajar en productos como aviones comerciales (A330), aviones de combate (Eurofighter) o aviones de transporte militar. fue ocupando distintos puestos en ingeniería de fabricación, jefatura de producción y dirección de programas, en una carrera profesional internacional desarrollada en Sevilla, Toulouse y Munich.
En 2021 formaba parte de la directiva de Airbus, como vicepresidenta, y dirigiendo el programa  A400M de Retrofit & Internal MRO, para modernizar y actualizar más de un centenar de aviones A400M.
Lideró varias redes que impulsan la diversidad, como la Women Network, con proyectos de mentoring con la ESI.  En 2019 presentó la asociación “Ellas Vuelan Alto” en el Parlamento de Andalucía, red que visibiliza las mujeres en el mundo aeroespacial.

## Premios y reconocimientos
- 2021 Premio andaluz de telecomunicaciones por su iniciativa innovadora y trayectoria profesional.[1]